# Tunnel Lichtenholz
Der Tunnel Lichtenholz ist ein 931 m langer Tunnel der Neubaustrecke Ebensfeld–Erfurt in den Landkreisen Lichtenfels und Coburg zwischen den Streckenkilometern 95,317 und 96,248.
Die Tunnelröhre gehört zum Bauabschnitt 3110 (auch Bauabschnitt Lichtenfels genannt) der Neubaustrecke, der zwischen den Baukilometern 9,090 und 15,144 liegt und zusätzlich den Tunnel Kulch, die Mühlbachbrücke Untersiemau und fünf Straßenüberführungen sowie die Erdarbeiten an der freien Strecke umfasst. Das Vergabepaket an die Arbeitsgemeinschaft NBS Lichtenfels hatte eine Auftragssumme von 110 Millionen Euro. Der Baubeginn war Oktober 2009, Fertigstellung Ende 2013. Die Kosten liegen bei rund 30 Millionen Euro.
Der Tunnel wurde feierlich am 2. Juni 2010 bei Birkach am Forst angeschlagen. Die Tunnelpatenschaft übernahm Karin Seehofer, die Ehefrau des bayerischen Ministerpräsidenten Horst Seehofer. Der technische Durchschlag war am 2. September 2011. Am 15. August 2013 besichtigten rund 2500 Anwohner und Gäste das Bauwerk. Der Geländeeinschnitt vor dem südlichen Tunnelportal wurde eingezäunt.

## Bauausführung
Der Tunnel wurde im Bagger- und Sprengvortrieb in Spritzbetonbauweise vorgetrieben. Der Vortrieb erfolgte vom Nordportal nach Süden, die Herstellung der inneren Tunnelschale von Süd nach Nord.
Der Tunnel quert im nördlichen Abschnitt auf eine Länge von etwa 300 Metern den obersten Teil des Mittleren Keupers, den so genannten Feuerletten. Dies sind rote bis violette Tonsteine und Tonmergelsteine, die durch starkes Quellverhalten, d. h. Volumenvergrößerung bei Wasserzutritt, gekennzeichnet sind und Gleitschichten für Hangrutschungen sein können. Er gilt als der geologisch anspruchsvollste Tunnel der Neubaustrecke.
Die während der Bauarbeiten angetroffenen geologischen Besonderheiten erforderten eine geänderte Bauausführung und eine Bauzeitverschiebung von etwa sechs Monaten. Bei den Voreinschnitten mussten zur Sicherstellung der Standsicherheit der Böschungen Hangverdübelungsmaßnahmen mittels Großbohrpfählen mit 1,5 m Durchmesser und einer Gesamtlänge von 3000 Metern ausgeführt werden. Ausgeschrieben waren 1200 Meter. Die Anschlagwand am Nordportal musste mit 4300 Metern Ankern, bei einer Maximallänge von 26 Metern, gesichert werden. Geplant waren ursprünglich 2800 Meter bei 16 Meter Maximallänge. Auch der Schirm zur Anfahrsicherung wurde deutlich aufwändiger.
Der Ausbruch und der Aushub des Einschnittes zwischen Südportal und Nordportal des Tunnels Kulch, östlich von Zilgendorf gelegen, wurden bei Großheirath auf der Deponie Steinbruchsäcker (50° 10′ 46″ N, 10° 58′ 27″ O), eine ehemalige Tongrube des Unternehmens Gottfried, gelagert.

## Bilder von Bauzuständen

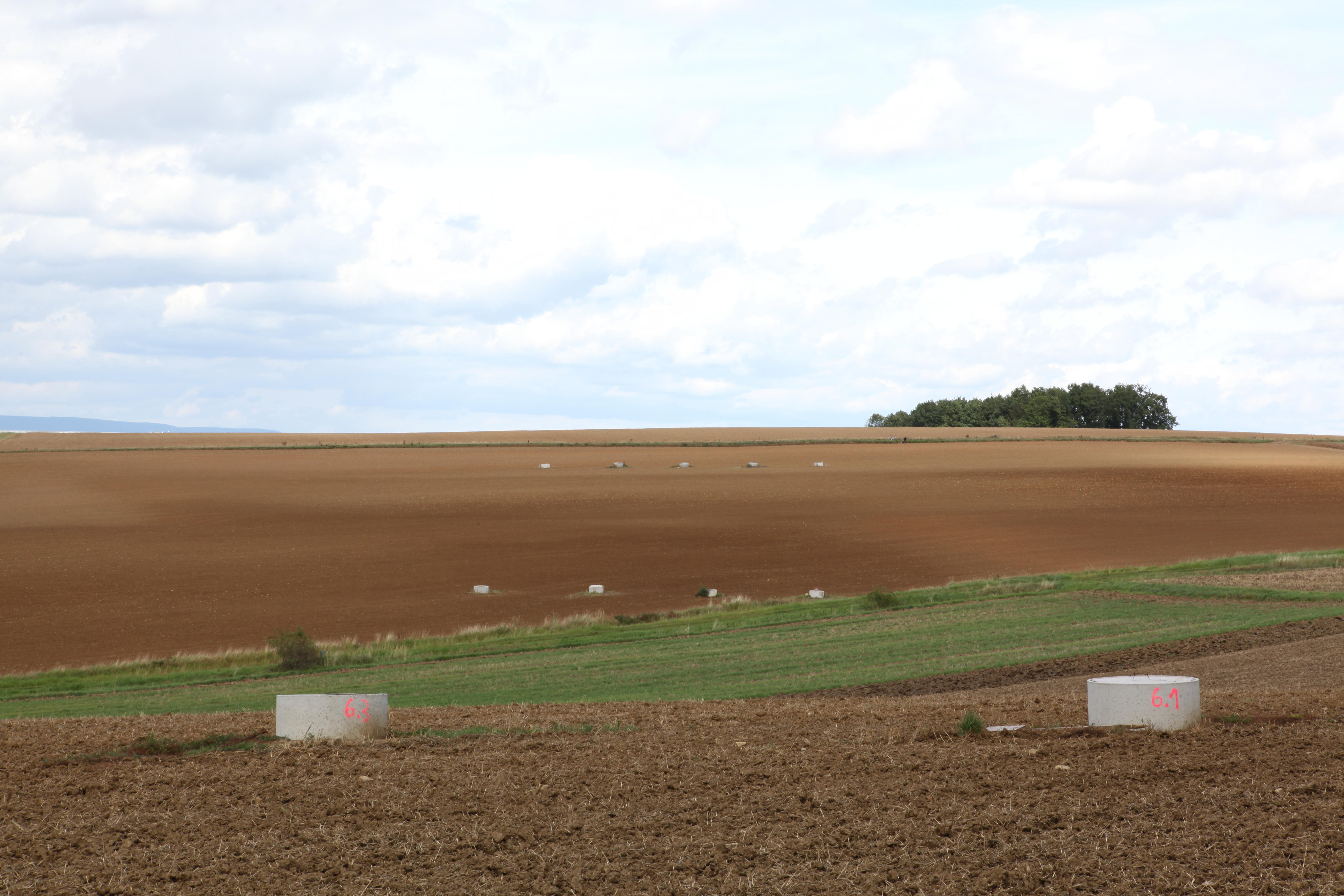
Vermessungspunkte zur Beobachtung von Setzungen
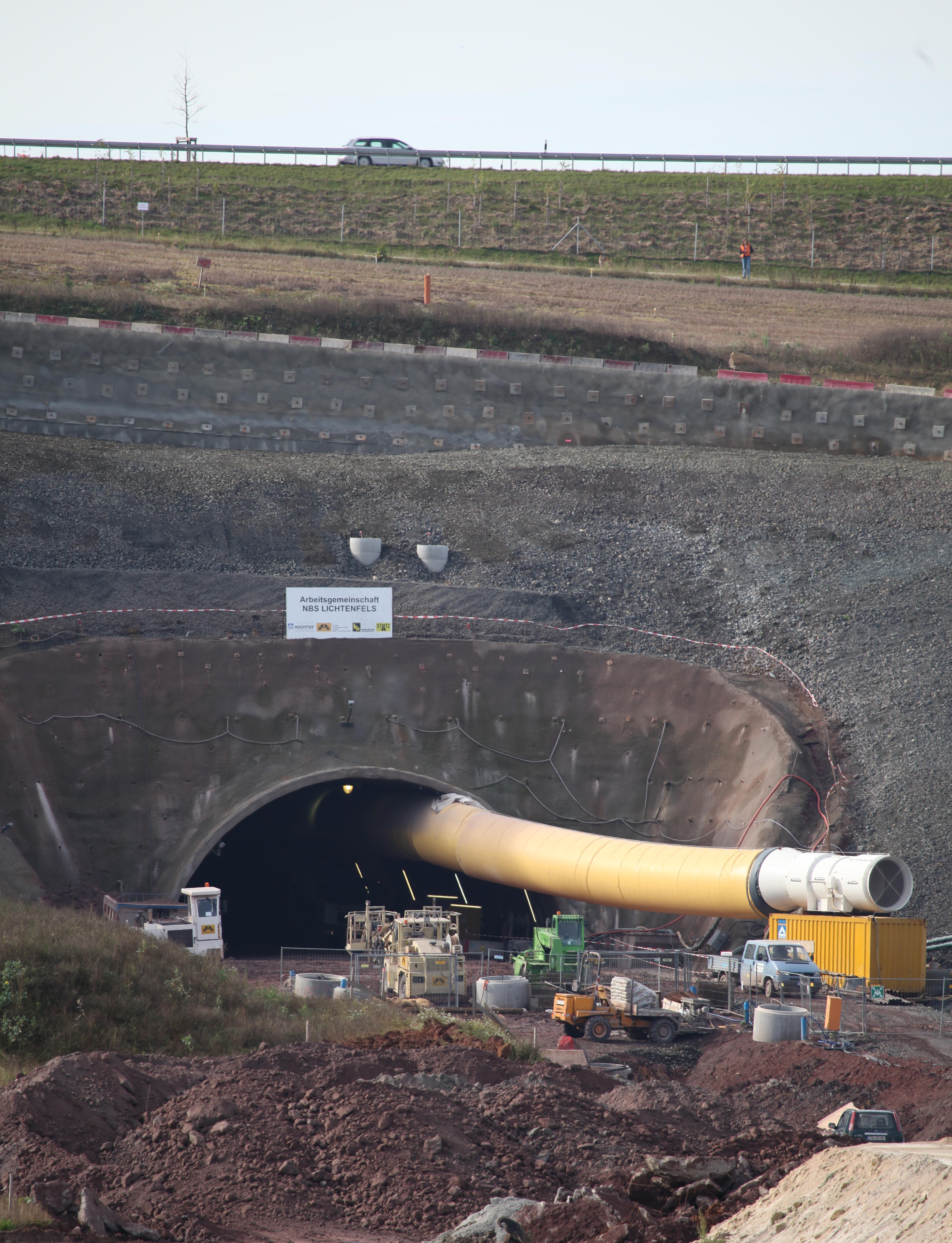
Nordportal Oktober 2010
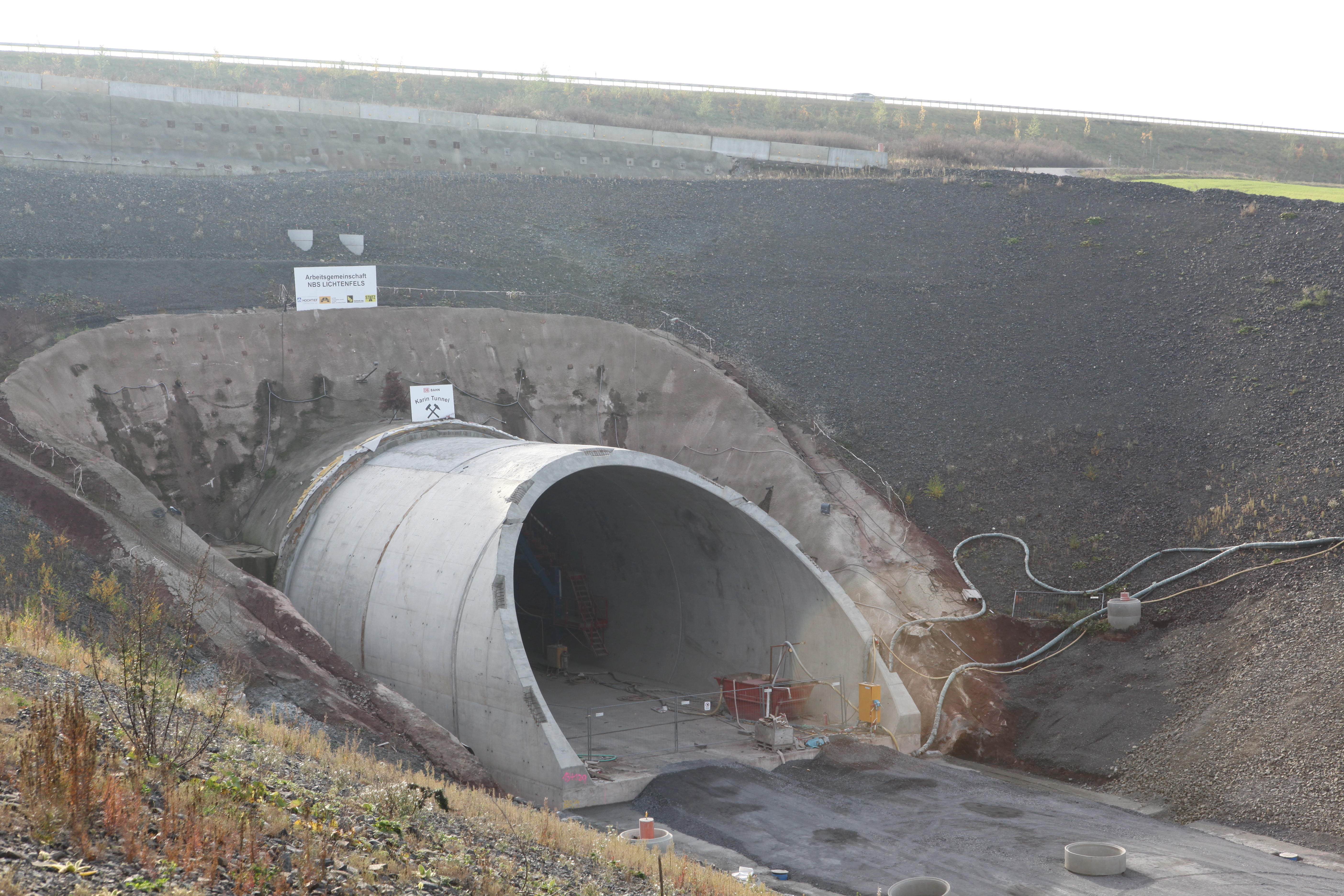
Nordportal Oktober 2012
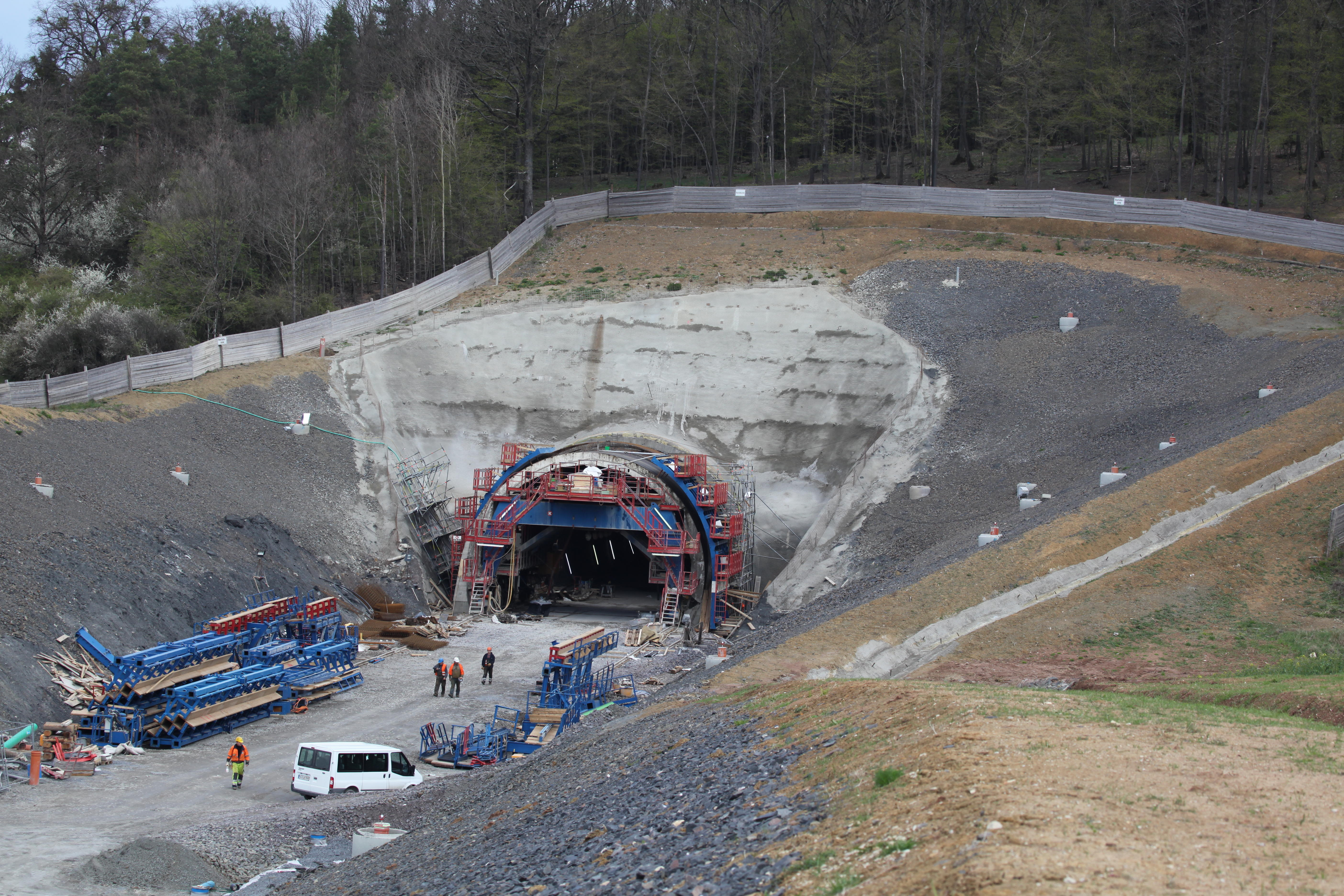
Südportal April 2012